# Michael Wallner
Michael Wallner (* 1958 Graz) es un autor de Austria, actor y guionista.
Wallner estudio dirección y actuación en el seminario de Max. Como actor entre otras cosas era activo del teatro vienes Burgtheater y en teatro Schiller de Berlín. Luego en la opera libre y director de actores. Wallner vive en Berlín e Italia

## Obras
- Manhattan fliegt. Reclam, Leipzig 2000, ISBN 3-379-01715-9
- Cliehms Begabung. Frankfurter Verlagsanstalt, Frankfurt am Main 2000, ISBN 3-627-00076-5
- Haut. Reclam, Leipzig 2002, ISBN 3-379-20025-5
- Finale. Rowohlt Berlin, Berlín 2003, ISBN 3-87134-472-9
- “Abril en París”[1] Destino, primera ed., Villa Ballester ISBN 978-233-3924-2 April in Paris. Luchterhand, München 2006, ISBN 978-3-630-87221-6
- Zwischen den Gezeiten. Luchterhand, München 2007